# Monika Planinc
Monika Planinc (* 7. April 1986) ist eine ehemalige slowenische Skispringerin.

## Werdegang
Planinc, die für den Verein SSK Mengeš startete, gab ihr internationales Debüt im Rahmen des Skisprung-Continental-Cups am 14. Januar 2006 auf ihrer Heimschanze in Ljubno. Dabei gelang ihr mit dem 25. Platz auf Anhieb der erste Gewinn von Continental-Cup-Punkten. Nachdem sie in der Folge in Toblach, Baiersbronn und Schönwald die Punkteränge nur knapp verpasste, gelang ihr in Saalfelden am Steinernen Meer erneut ein Punktegewinn. Nach einem weiteren 31. Platz in Breitenberg erreichte Planinc am Ende der Saison Rang 54 in der Gesamtwertung.
Nachdem sie im Sommer 2006 in Klingenthal und Pöhla weit hinter den Punkterängen gelegen war, startete sie erst im Januar und Februar 2007 erneut im Continental Cup, blieb dabei aber ebenso ohne Punkte. Dabei lag sie in Villach und Ljubno jedoch als 32. und 33. nur knapp hinter den Punkterängen.
Nach einer weiteren Pause startete Planinc im Januar 2009 noch einmal im Continental Cup und gewann in ihrem letzten Springen zwei Punkte, mit denen sie in der Gesamtwertung Rang 83 belegte. Da sie sich innerhalb des slowenischen Teams im Anschluss nicht mehr durchsetzen konnte, waren dies ihre letzten beiden internationalen Springen.

## Erfolge

### Continental-Cup-Platzierungen
| Saison  | Platz | Punkte |
| ------- | ----- | ------ |
| 2005/06 | 54.   | 9      |
| 2008/09 | 83.   | 2      |